# 埃里克·库尔·延森
埃里克·库尔·延森（丹麥語：Erik Kuld Jensen，1925年6月10日—2004年4月14日），丹麦男子足球运动员，场上位置是前锋。他曾代表丹麦国奥队参加1948年夏季奥林匹克运动会足球比赛，获得一枚铜牌。